# Isoquinoleína
La isoquinoleína (también isoquinolina) es un compuesto orgánico heterocíclico. Es un isómero estructural de la quinoleína. La isoquinoleína y la quinoleína son benzopiridinas, las cuales se componen de un anillo de piridina fusionado con un anillo de benceno.  

## Síntesis
Existen diversos métodos para sintetizar quinolinas e hidroquinolinas.:
-Síntesis de isoquinolinas de Bischler-Napieralski
-Síntesis de isoquinolina de Gabriel-Colman
-Síntesis de isoquinolinas de Pictet-Gams
-Síntesis de tetrahidroisoquinolinas de Pictet-Spengler
-Síntesis de isoquinolinas de Pomeranz-Fritsch

## Isoquinolinas naturales
La 1-Bencilisoquinolina es el esqueleto base de los alcaloides tetrahidroisoquinolínicos, como por ejemplo la papaverina.

## Producción
La Isoquinolina fue primero aislada del alquitrán de hulla en 1885 por Hoogewerf y van Dorp.  Ellos lo aislaron por cristalización fraccionada del sulfato ácido. Weissgerber desarrolló una ruta más rápida en 1914 por extracción selectiva del alquitrán de hulla, aprovechando el hecho de que la isoquinolina es más básica que la quinolina.